# Mate Karal
Mate Karal (Karall) (1827. − 1911.), hrvatski književnik
Bez daljnjega možemo ga smatrati začetnikom svjetovne umjetničke proze gradišćanskih Hrvata i to serijom „Crtice iz selskoga žitka" u "Kalendaru svete Familije" od 1904. do 1911. godine.
Ostao je vjeran tradiciji zabavljati ali s didaktičkim usmjerenjem, što možemo smatrati općenitom pojavom u literaturi onoga vremena. Sve to objelodanjiva pod geslom "Piše prietelj svoga roda i naroda", pod kojim naslovom mu Miloradić posveti pjesmu koja je ujedno i vjerna slika kulturne situacije onoga vremena. Po sadržaju i po stilu visoko iznad svakidašnje proze svojega vremena što ali ni kod njega ne znači da se mogu primijeniti načela umjetničke proze na njegovo literarno stvaranje.
U središtu pažnje je svakako sadržaj, razumljiv sadržaj, koji ujedno odgaja i zabavlja i tek usput, skoro od sebe razumljivo, slučajno se primjenjivaju stilistički i jezični obrasci, koji se ni u semantičnoj a još manje u stilističkim osobinama smiju odaljiti od narodnoga govora, inače narod ne prihvaća neuhodane, neobične jezične i stilističke forme i odbija frazama; slovačko, agramitersko, hrvaćansko/ hrvačansko, poslije Drugoga svjetskog rata kao srpsko ili rusko. Tako i Karal svojim temama; dobar i nemaran gospodar, uredna i zanemarena seljačka kuća, Židovi u selu, svadbeni običaji, moraliziranje o nedelji, o problemu asimilacije i širenju kalendara u narodu, o ´biču´ onodobnog vremena: alkoholizmu, o problematici gradišćanskohrvatskoga školstva i o drugim sadržajima iz narodnoga života. Vrlo lijepim i prikladnim jezikom daje uzorak i na taj vrlo tihi, miran način širi gramatičke ideje i jezične promjene pokrenute od Gašpara Glavanića (1833. – 1872.), Mihe Nakovića (1840. – 1900.) i njihovog kruga.

## Vanjske poveznice
- Mate Karal Crtice